# Полк (окръг, Северна Каролина)
Вижте пояснителната страница за други значения на Полк.
Окръг Полк (на английски: Polk County) е окръг в щата Северна Каролина, Съединени американски щати. Площта му е 619 km², а населението – 20 334 души (2016). Административен център е град Колумбус.